# جهاز فموي فكي
الجهاز الفموي الفكِّي(1) هو جهازٌ تشريحي يضمُ الأسنان والفكين والأنسجة الرخوة المرتبطة بها. تُعالج الأمراض الفموية الفكية بواسطة أطباء الأسنان وجراحي الفم والوجه والفكين وأطباء الأنف والأذن والحنجرة وأخصائيو أمراض النطق واللغة وأخصائيو العلاج الوظيفي المهني والمعالجون العضليون الوظيفيون [الإنجليزية] والمعالجون الطبيعيون.

## الهوامش
- 1: الجهاز الفموي الفكِّي[1] (بالإنجليزية: Stomatognathic system)‏ وكان يُسمى سابقًا (بالإنجليزية: stomognathic system)‏.

## روابط خارجية
- Stomatognathic+System في المكتبة الوطنية الأمريكية للطب نظام فهرسة المواضيع الطبية (MeSH).